# Tristachya betsileensis
Tristachya betsileensis är en gräsart som beskrevs av Aimée Antoinette Camus. Tristachya betsileensis ingår i släktet Tristachya och familjen gräs. Inga underarter finns listade i Catalogue of Life.